# Mario Steiner
Mario Steiner (* 12. Dezember 1982 in Villach) ist ein ehemaliger österreichischer Fußballspieler.

## Karriere
Steiner begann seine Karriere in den Jugendmannschaft beim SV Afritz/Verditz in Kärnten und danach kam er in die Akademie FC Kärnten. 1999 kam er unter Walter Schachner zum FC Kärnten. 2001 stieg er mit den Kärntnern in die Bundesliga auf. Gleichzeitig war dieses Jahr das erfolgreichste in der Karriere des Mittelfeldspielers. Im ÖFB-Cupfinale gegen den FC Tirol Innsbruck erzielte Steiner in der Verlängerung das entscheidende 2:1 zum Cuptriumph der Südösterreicher. Weiters gewann er mit den Kärntnern im Elfmeterschießen den Supercup, abermals gegen den FC Tirol.
Danach ging Steiner wegen Verletzungen und Problemen mit dem damaligen Trainer zum Satellitenklub des FC Kärnten, den BSV Juniors Villach 2003, in die Erste Liga. Ein Jahr später ging er ins Burgenland zum SC-ESV Parndorf 1919. Danach ging es in die Regionalligen zum FC Waidhofen/Ybbs, SV Spittal/Drau und dem SK St. Andrä. 2007 kehrte er zum FC Kärnten zurück. 2008 wechselte er zum Regionalligaaufsteiger 1. FC Vöcklabruck. Nach dem Abstieg der Vöcklabrucker wechselte er im Sommer 2009 zum FC Gratkorn. Ab Sommer 2011 war er beim Regionalligisten Grazer AK unter Vertrag.
Zur Saison 2012/13 schloss er sich dem Ligakonkurrenten Villacher SV an, für den er zu 20 Regionalligaeinsätzen kam. Zur Saison 2013/14 wechselte Steiner zum fünftklassigen SV Sachsenburg, mit dem er zu Saisonende in die Landesliga aufstieg. Nach dem direkten Wiederabstieg kehrte er zur Saison 2015/16 nach Afritz zurück, wo er einst seine Karriere begonnen hatte. In vier Spielzeiten in der siebt- und somit letztklassigen 2. Klasse kam er zu 99 Einsätzen, in denen er ebenso viele Tore erzielte. Zur Saison 2019/20 schloss er sich der fünftklassigen WSG Radenthein an. Für Radenthein spielte er 13 Mal in der Unterliga, ehe er seine Karriere nach der Saison 2019/20 beendete.

## Erfolge
- 1 × Österreichischer Cupsieger: 2001
- 1 × Österreichischer Supercupsieger: 2001
- Rookie of the Year (Krone Fußballer Wahl): 2002
- Rookie vom Land Kärnten: 2002
- Österreichischer Hallencupsieger: 2001